# Академия Кармен
Академия Кармен (фр. Académie Carmen) — французская частная академия художеств в Париже в районе Notre-Dame-des-Champs, существовавшая с 1898 по 1901 годы, основанная американским художником Джеймсом Уистлером и бывшей натурщицей Кармен Росси.

## История
Идея основания академии принадлежала Кармен Росси (итал. Carmen Rossi), урождённая Каира (итал. Caira). Вероятно, она была родом из Неаполя; в Париже Кармен работала натурщицей вначале у американского художника Джеймса Уистлера, а затем в Академии Жюлиана. Она приходилась кузиной сёстрам Каира, одна из которых, совместно с мужем Чезаре Витти, открыла в 1894 году так называемую художественную Академию Витти. Вероятно, завидуя её успеху, Кармен решила открыть собственную подобную академию.
Уистлер поддержал её идею, и академия открылась в октябре 1898 года. Кармен предложила назвать новую школу Академией Уистлера, но художник предпочёл название «Кармен». Необходимые для академии помещения были найдены напротив ателье Каролюс-Дюрана. Об открытии новой художественной школы объявили в ряде лондонских газет, а также в американской New York Herald. Это событие стало темой для обсуждений в Париже.
Кармен Росси осуществляла общее руководство академией, однако преподаванием не занималась. Занятия вели сам Уистлер и скульптор Фридерик Макмоннис. При открытии в академии работали отдельные мужские и женские классы, каждый по двадцать учеников. Спустя месяц в школе обучалось уже шестьдесят студентов. Не всем студентам нравились строгие правила академии, исходящие от Уистлера; количество учеников уменьшилось до сорока, которые приняли правила и методы обучения Уистлера.
Весной 1900 года школа переехала в другое помещение на Монпарнасе. Кармен предложила оставить только классы для женщин; Уистлер согласился. В 1901 году Кармен передала руководство академией Инез Аддамс (англ. Inez Addams), сама же открыла винную лавку.
Ухудшающееся здоровье Уистлера не позволило ему продолжать преподавать и 6 апреля 1901 года академия, согласно распоряжению Уистлера, окончательно прекратила существование.

## Преподаватели
- Макмоннис, Фридерик Уильям
- Муха, Альфонс
- Уистлер, Джеймс Эббот Мак-Нейл

## Известные выпускники
- Барни, Элис Пайк
- Джон, Гвен
- Мэтьюс, Люсия
- Остроумова-Лебедева, Анна Петровна
- Паркер, Лоутон Сайлас
- Фриске, Фридрих Карл